# Pavel Graudyn
Pavel Vladimirovitj Graudyn (ryska: Павел Владимирович Граудынь), född 19 november 2006, är en rysk fäktare som tävlar i sabel.

## Karriär
Vid EM 2025 i Genua tog Graudyn brons tillsammans med Dmitrij Danilenko, Anatolij Kostenko och Kirill Tiuljukov i lagtävlingen i sabel efter att ha besegrat Frankrike i bronsmatchen.